# Parafia Matki Bożej Królowej Polski w Brzezince
Parafia pod wezwaniem Matki Bożej Królowej Polski w Brzezince – parafia rzymskokatolicka znajdująca się w Brzezince. Należy do dekanatu Oświęcim diecezji bielsko-żywieckiej. Erygowana w 1983.
Kościół znajduje się w budowanej, ale niedokończonej przed końcem wojny siedzibie komendantury obozu koncentracyjnego w Brzezince.